# Hạ Lập Ngôn
Hạ Lập Ngôn (tiếng Trung: 夏立言; bính âm: Xià Lìyán; sinh ngày 24 tháng 12 năm 1950) là chính trị gia người Đài Loan. Ông là Chủ nhiệm Hội đồng các vấn đề đại lục Đài Loan từ tháng 2 năm 2015 đến tháng 5 năm 2016.

## Giáo dục
Hạ Lập Ngôn lấy bằng cử nhân luật tại Đại học Công giáo Phụ Nhân năm 1972, bằng thạc sĩ ngoại giao tại Đại học quốc lập Chính trị năm 1976, bằng thạc sĩ luật quốc tế tại Đại học Oxford ở Vương quốc Anh năm 1980 và bằng thạc sĩ luật tại Đại học – Cao đẳng Luân Đôn ở Vương quốc Anh năm 1981.

## Đại diện Trung Hoa Dân Quốc tại Ấn Độ

### Bổ nhiệm đại diện
Sau khi được bổ nhiệm làm đại diện Trung Hoa Dân Quốc tại Ấn Độ vào tháng 6 năm 2007, Hạ Lập Ngôn nói rằng ông hy vọng sẽ làm việc để đảm bảo sự ủng hộ của Ấn Độ cho tư cách thành viên của Đài Loan trong Tổ chức Y tế Thế giới của Liên Hợp Quốc. Ông cũng sẽ tập trung vào giao lưu thương mại, du lịch và công nghệ giữa Đài Loan và Ấn Độ.

## Đại diện Trung Hoa Dân Quốc tại Indonesia
Trong suốt nhiệm kỳ giữ cương vị đại diện Trung Hoa Dân Quốc tại Indonesia, Hạ Lập Ngôn tích cực thúc đẩy giao lưu song phương giữa Đài Loan và Indonesia trong lĩnh vực thương mại, văn hóa và giáo dục. Ông tham gia vào sự phát triển chung của đảo Morotai thuộc tỉnh Bắc Maluku và một khu công nghiệp ở Jakarta.

## Thứ trưởng Bộ Quốc phòng

### Bổ nhiệm Thứ trưởng Bộ Quốc phòng
Ngày 22 tháng 10 năm 2013, Thủ tướng Giang Nghi Hoa chỉ định Hạ Lập Ngôn giữ chức vụ Thứ trưởng Bộ Quốc phòng Đài Loan, trong đó ông sẽ được giao nhiệm vụ giám sát các chính sách mua sắm vũ khí.
Chức vụ Thứ trưởng Bộ Quốc phòng đã bị bỏ trống hơn 2 tháng từ ngày 1 tháng 8 năm 2013 khi Thứ trưởng Bộ Quốc phòng lúc đó là Dương Niệm Tổ được đề bạt vào cương vị Bộ trưởng Quốc phòng sau khi Bộ trưởng Quốc phòng khi ấy là Cao Hoa Trụ từ chức do vụ bê bối cái chết của hạ sĩ quân đội Hồng Trọng Khâu.
Giang Nghi Hoa nói rằng quyết định chọn Hạ Lập Ngôn cho chức vụ này được đưa ra sau khi tham khảo ý kiến của Tổng thống Mã Anh Cửu, Bộ Ngoại giao và Bộ Quốc phòng.